# Gabriela Dabrowski
Gabriela „Gaby” Dabrowski (n. 1 aprilie 1992, Ottawa, Ontario, Canada) este o jucătoare canadiană profesionistă de tenis, specializată în jocul de dublu. Cea mai bună clasare a sa la dublu este locul 4 mondial, în iulie 2022, iar la simplu locul 164 mondial obținut la 3 noiembrie 2014. Este de două ori campioană de Grand Slam, ea a câștigat French Open 2017 la dublu mixt în pereche cu Rohan Bopanna, devenind prima canadiană care a câștigat un titlu de Grand Slam la seniori. Împreună cu Mate Pavić, ea a câștigat titlul de dublu mixt de la Australian Open 2018.